# Yoichi Doi
Yoichi Doi, född 25 juli 1973 i Kumamoto prefektur, Japan, är en japansk tidigare fotbollsspelare.